# کیم شرینر
کیم شِریــنِــر (انگلیسی: Kim Schraner؛ زادهٔ ۱۹۷۶) بازیگر اهل کانادا است.
از فیلم‌ها یا مجموعه‌های تلویزیونی که وی در آن‌ها نقش داشته است، می‌توان به عامل ناشناخته، به سوی جنوب و آیا از تاریکی هراس دارید؟ اشاره نمود.